# Fred Moyse
Pour les articles homonymes, voir Moyse.
Fred Moyse est un homme politique français.
Il est investit dans le nationalisme breton.

## Biographie

### Carrière
En mars-avril 1937, il est à Bruxelles.
Devenu agent de L’Abwehr, s’en va à Londres nouer des contacts avec l’IRA.
Il aurait reçu le 25 mai 1939 à Bruxelles, la visite de Jim O'Donovan, délégué de l'IRA, venu vérifier sur place l'existence de l'agent de liaison que lui avait signalé l'Abwehr.

#### Seconde Guerre mondiale
En septembre 1939, il est agent de l’Abwehr, et part à Londres nouer des contacts avec l’IRA.
Après la bataille de France, lui et plusieurs autres militants bretons obtiennent des autorités allemandes que les prisonniers bretons soient libérés en échange de la participation à la libération de la Bretagne.
En octobre 1940, il est nommé par Olier Mordrel secrétaire général du PNB.
Il est pressenti pour participer à l'opération Colombe (en) (opération Taube en allemand), organisée par l'Abwehr, pour rapatrier Seán Russell, ancien chef de l'état-major de l'IRA, devenu indésirable aux États-Unis, à bord d'un sous-marin allemand à proximité des côtes de l'Irlande. Il s'en réjouit car le climat du Reich en guerre ne lui convient pas. Il avait tenté d'obtenir un visa pour le Danemark où sa présence aurait été utile pour des liaisons entre les pays neutres et les autonomistes bretons. Les services de la police allemande s'opposèrent énergiquement à son départ, et il fut même menacé d'emprisonnement, sans l'intervention de Debeauvais. Il fut remplacé par Frank Ryan, un agent irlandais « accueilli » en Allemagne.
Lors d’une réunion à Rennes le 8 décembre 1940, les chefs départementaux renversent Mordrel et Debauvais, envoyés quelques mois en résidence en Allemagne. Fred Moyse démissionne de ses responsabilités.
Le musée de Bretagne conserve une carte postale dont le côté correspondance comporte un écrit de Fred Moyse :« "Brussels" [Fred Moyse a été le directeur de Peuples et Frontières et en contact direct avec des responsables de l'Allemagne du IIIe Reich]. Fred Moyse qui séjourne alors à Paris [en début d'année puisqu'il évoque son séjour jusqu'au 16 ou 17 février] demande qu'on l'informe s'il y a une réunion de B.A.[Breiz Atao]. Il signale qu'il n'a pas reçu le n° de mi-janvier" et probablement pas celui de début février"]. Enfin, il demande qu'on lui adresse à Paris une petite brochure sur la Bretagne en langue allemande ».